# Dali (krater)
 For alternative betydninger, se Dali. (Se også artikler, som begynder med Dali)
Dali er et krater på Merkur. Det har en diameter på 176 kilometer. Navnet blev optaget af International Astronomical Union i 2008. Dali-krateret er opkaldt efter den spanske kunstner og surrealist Salvador Dali (1904-89). Afbildninger af Dali-krateret kan give mindelser om landskaber i Dalis malerkunst.